# 𐞗
Cette page contient des caractères spéciaux ou non latins. S’ils s’affichent mal (▯, ?, etc.), consultez la page d’aide Unicode.
𐞗, appelée heng crosse en exposant, heng crosse supérieur ou lettre modificative heng crosse, est un symbole phonétique de certaines variantes de l’alphabet phonétique international. Il est formé de la lettre heng crosse ‹ ɧ › mise en exposant.

## Utilisation
Dans certaines transcriptions de l’alphabet phonétique international (API), ‹ 𐞗 › peut être utilisé pour indiquer l’articulation fricative post-alvéolo-vélaire alvéolaire.
Tomas Riad l’utilise pour transcrire une consonne fricative labio-dentale sourde avec une constriction post-alvéolo-vélaire [f𐞗] qui ne semble pas être un des allophones de la consonne fricative post-alvéolo-vélaire sourde avec une constriction labio-dentale [ɧᶠ] dans les différentes variantes de suédois.

## Représentations informatiques
La lettre modificative heng crosse peut être représenté avec les caractères Unicode suivants (Latin étendu – F) :
| formes       | représentations | chaînes de caractères | points de code | descriptions                              | note                            |
| ------------ | --------------- | --------------------- | -------------- | ----------------------------------------- | ------------------------------- |
| modificative | 𐞗               | 𐞗                     | U+10797        | lettre modificative minuscule heng crosse | codé pour le symbole phonétique |